# Rudolf Joerden
Rudolf Joerden (* 16. August 1901 in Nienburg/Weser; † 14. April 1985 in Hamburg) war ein deutscher Bibliothekar.

## Leben

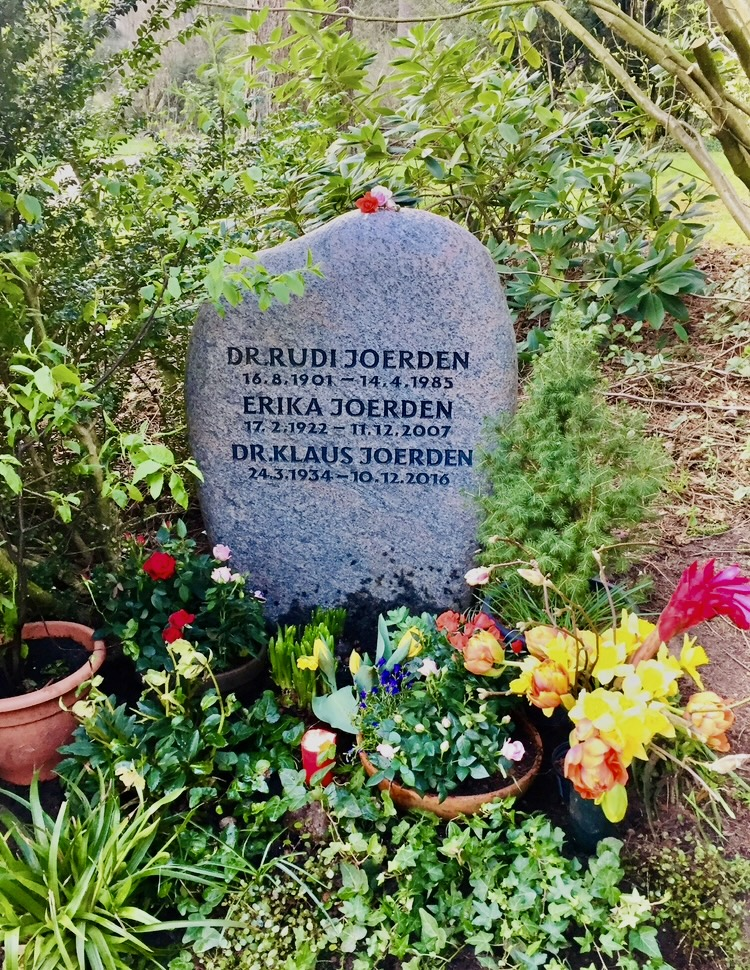
Grabstätte auf dem Friedhof Wohldorf

Joerden wuchs in Göttingen auf und studierte ab 1921 Philosophie, Pädagogik und Germanistik an der Universität Göttingen. Bei Herman Nohl wurde er 1925 zum Doktor der Philosophie promoviert. Anschließend war er vier Jahre lang Bibliothekar an der Stadtbibliothek Stettin, wo er nach dem Studium bereits ein halbjähriges Praktikum absolviert hatte. 1929 wurde er Assistent von Herman Nohl am Pädagogischen Seminar in Göttingen und ging 1931 als Dozent für Theoretische Pädagogik an die Pädagogische Akademie in Altona und nach deren Schließung 1932 an die Pädagogische Akademie Frankfurt am Main. Dort wurde er nach der Machtergreifung der Nationalsozialisten 1933 gemäß dem Gesetz zur Wiederherstellung des Berufsbeamtentums  entlassen. Im Jahr 1935 übernahm er die Leitung der Stadtbibliothek Wiesbaden sowie der Staatlichen Beratungsstelle für das Büchereiwesen im Regierungsbezirk Hessen-Nassau. 
1938 wurde Joerden Direktor der Hamburger Öffentlichen Bücherhallen, die er (mit einer Unterbrechung wegen Kriegsdienst und Gefangenschaft während des Zweiten Weltkriegs in den Jahren 1940 bis 1945) bis zu seinem Eintritt in den Ruhestand im Jahr 1966 leitete. Er kümmerte sich nicht nur um den Wiederaufbau und die Erweiterung des öffentlichen Büchereiwesens in Hamburg, sondern auch um deren Modernisierung wie zum Beispiel die Umwandlung in Freihandbibliotheken. Neben der Vereinsarbeit – Joerden war bis 1953 Erster Vorsitzender des 1949 in Fulda gegründeten „Verein der Volksbibliothekare“ und danach drei Jahre Vorstandsmitglied – war er Mitbegründer und Mitherausgeber der Zeitschrift Bücherei und Bildung.
Rudolf Joerden starb 83-jährig in Hamburg und wurde auf dem dortigen Friedhof Wohldorf beigesetzt.

## Auszeichnungen
- 1981: Senator-Biermann-Ratjen-Medaille

## Schriften (Auswahl)
- Das Problem der Konzentration der deutschen Bildung. Göttingen 1925, OCLC 235652463.
- (Bearb.): Dokumente des Neuhumanismus (= Kleine pädagogische Texte, Bd. 7). Beltz, Berlin 1931 (2. Aufl. 1962).
- Die Lage im Volksbüchereiwesen. In: Die Sammlung, Bd. 2 (1946/1947), S. 182–197.
- Tun und Denken. Aufsätze zur Volksbildung. Hamburg 1952, OCLC 720111532.
- Zur Organisation des städtischen Büchereiwesens. Harrassowitz, Wiesbaden 1967.
- Handbuch des Büchereiwesens, Bd. 1. Harrassowitz, Wiesbaden 1973, ISBN 3-447-01541-1.